# 대한장애인궁도협회
대한장애인궁도협회(大韓障礙人弓道協會, Korea National Archery Association for the Disabled, KOAAD)는 대한민국의 장애인 궁도를 관할하는 스포츠 행정 기구이다.

## 같이 보기
- 대한궁도협회
- 대한장애인체육회